# لوكاس هاس
لوكاس هاس (بالإنجليزية: Lukas Haas)‏ مواليد 16 أبريل 1976 في ويست هوليووود، لوس أنجليس، كاليفورنيا، الولايات المتحدة، هو ممثل أمريكي بدأ مسيرته الفنية عام 1983.

## الأعمال

### أفلام
- هجوم المريخ!
- كريمنال مايندز
- ازدراع
- جوبز (فيلم)

### مسلسلات
- 24 (مسلسل تلفزيوني)
- ماتيريال جيرلز
- تاتش (مسلسل تلفزيوني)

## روابط خارجية
- لوكاس هاس على موقع IMDb (الإنجليزية)
- لوكاس هاس على موقع ألو سيني (الفرنسية)
- لوكاس هاس على موقع أول موفي (الإنجليزية)
- لوكاس هاس على موقع بوكس أوفيس موجو (الإنجليزية)
- لوكاس هاس على موقع قاعدة بيانات الأفلام السويدية (السويدية)
- لوكاس هاس على موقع إن إن دي بي (الإنجليزية)
- لوكاس هاس على موقع قاعدة بيانات الفيلم (الإنجليزية)
- لوكاس هاس على موقع كينوبويسك (الروسية)